# Eleccions municipals de 2019 als Garidells
Les eleccions municipals de 2019 als Garidells van ser unes eleccions locals que es van celebrar el diumenge 26 de maig de 2019 als Garidells, a l'Alt Camp, com a part de les eleccions municipals espanyoles. Es van triar els 5 regidors de l'Ajuntament dels Garidells.
Aquestes van ser les primeres eleccions en la història del poble des de 1995 en què ni Convergència i Unió ni cap dels partits que van emergir de la seva dissolució es van presentar.
Marc Bigordà ha aconseguit imposar-se a les urnes.

## Context
Des de les primeres eleccions municipals democràtiques de 1979, celebrades després de la dictadura franquista, el consistori dels Garidells sempre havia estat governat amb majoria absoluta per Amadeu Duch, que es presentava principalment sota les sigles de Convergència i Unió. No obstant això, en les darreres eleccions, va decidir no presentar-se.
De llavors ençà, el partit va perdre la majoria absoluta per primera vegada en aquelles eleccions a favor del republicà Marc Bigordà, que es va esdevenir el primer canvi de govern en la història local.

## Sistema electoral
Les eleccions als ajuntaments de l'Estat espanyol estan fixades per celebrar-se el quart diumenge de maig cada quatre anys. El sistema electoral fa servir la regla D'Hondt amb representació proporcional, llistes tancades i una barrera electoral del 5% dels vots vàlids, que inclou els vots en blanc. La votació per a l'assemblea local es basa en el sufragi universal.
En les eleccions municipals, la circumscripció electoral és en l'àmbit municipal i el nombre d'escons (o sigui, regidors) a triar del municipi es determina en funció del nombre d'habitants censats en aquest municipi. En el cas dels Garidells, en tenir 155 persones censades, l'hi correspon 5 regidors.

## Candidatures
El 30 d'abril del mateix any, la Junta Electoral de Zona de Valls va proclamar les dues candidatures del municipi dels Garidells en el Butlletí Oficial de la Província de Tarragona.
1. Tots Som Els Garidells - Acord Municipal (TsG - AM)
2. Partit dels Socialistes de Catalunya-Candidatura de Progrés (PSC-CP)

Aquestes van ser les primeres eleccions en la història del poble des de 1995 en què ni Convergència i Unió ni cap dels partits que van emergir de la seva dissolució, com ara Junts, es van presentar.

## Jornada electoral

### Constitució de les meses
En aquell moment, els Garidells tenia una població de 201 habitants, dels quals 155 persones van ser cridades a votar a l'única mesa que es va constituir al municipi.

### Participació
La participació en aquestes eleccions va ser de 77,4%, el qual cosa implica que un total de 120 ciutadans del municipi van decidir exercir el seu dret a vot. Comparant aquesta participació amb la mitjana catalana, els Garidells ha registrat una xifra molt més alta, situant-se en 12,6 punts percentuals per sobre.
A continuació, es presenta una taula amb els percentatges de participació registrats a diferents hores del dia de les eleccions:
| Hores              | els Garidells   |
| ------------------ | --------------- |
| Participació (14h) | 38,1% ( -11,4%) |
| Participació (18h) | 57,4% ( -11,4%) |
| Participació (20h) | 77,4% ( -14,3%) |

## Resultats
L'alcalde en funcions, el republicà Marc Bigordà, es va imposar en les eleccions amb un 96% dels vots i aconseguint la totalitat dels escons.